# Schoutedenia ralumensis
Schoutedenia ralumensis är en insektsart. Schoutedenia ralumensis ingår i släktet Schoutedenia och familjen långrörsbladlöss. Inga underarter finns listade i Catalogue of Life.